# Conrad Alexandre Gérard
Pour les articles homonymes, voir Gérard.
Conrad Alexandre Gérard (12 décembre 1729 à Masevaux – 16 avril 1790 à Paris), dit « Le Grand Gérard » (pour le différencier de son frère), est un diplomate français. Il est surtout connu pour son travail relatif à la reconnaissance officielle des États-Unis par la France.

## Biographie
Conrad Alexandre Gérard naît dans la province d'Alsace, à Masevaux, chef-lieu de la vallée de la Doller en 1729, de Claude Gérard (1688-1769) né à Vagney dans les Vosges qui remplit les fonctions de procureur fiscal de la ville et de la seigneurie de Masevaux, avec la charge des actes de justice, des décomptes financiers et d'autres documents administratifs, et de Marie France Wetzel (1707-?), née à Burnhaupt-le-Bas. Il fait ses études au collège des jésuites de Colmar puis à l'université protestante de Strasbourg où, à l'âge de 20 ans, il est reçu docteur en droit. Il devient alors avocat au Conseil Souverain d'Alsace.
Parlant couramment l’anglais et l’allemand, il entre, comme son frère Joseph Mathias quelques années plus tard, au service du roi dans les bureaux du ministère des Affaires étrangères. Ses premières missions l'envoient en Allemagne, puis en Autriche ; il a l'honneur d'accueillir en 1770 la jeune princesse Marie-Antoinette de Habsbourg-Lorraine, future reine de France.

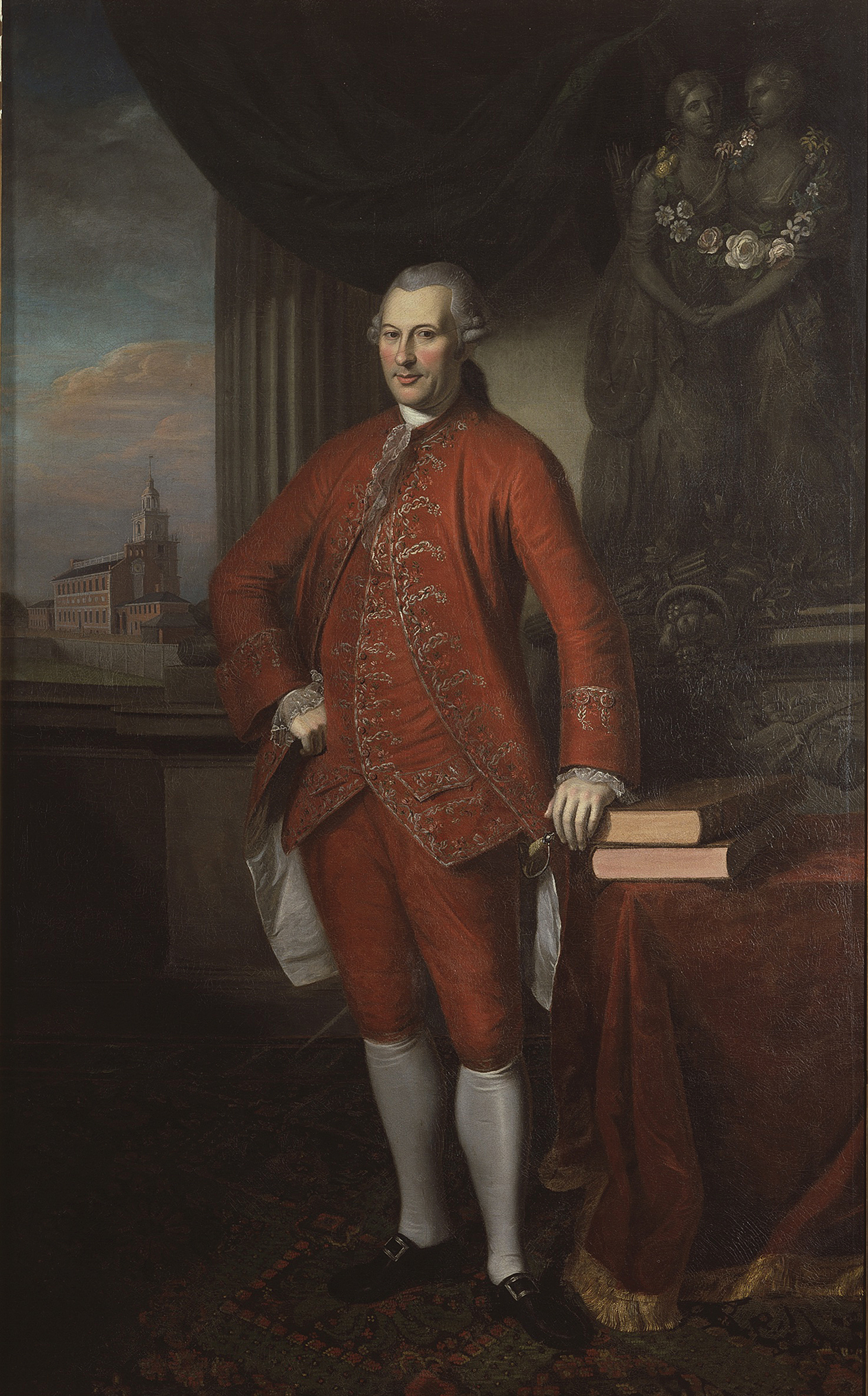
Portrait de Conrad Alexandre Gérard.

Le 6 février 1778, il reçoit officiellement à l'hôtel de Coislin, situé au 4 place de la Concorde à Paris, les émissaires américains, dont Benjamin Franklin, avec lesquels il signe au nom du roi Louis XVI, les deux traités par lesquels la France reconnaissait les États-Unis comme nation souveraine et indépendante. Le 13 avril de la même année, nommé ministre plénipotentiaire du roi, il embarque à Toulon, sous le nom secret de Monsieur de Munster pour Philadelphie avec le vice-amiral Charles Henri d'Estaing. Son séjour dure 17 mois. Ses travaux nous sont connus grâce à la correspondance soutenue qu'il échange avec le ministre Charles Gravier de Vergennes. Gérard devient ainsi le premier ambassadeur « aux États-Unis ».
Anobli en 1778 sous le nom de comte de Munster, titre et nom qu'il n'utilise qu'exceptionnellement, il continue à se faire appeler « Monsieur Gérard ».
Le 20 octobre 1779, atteint de mauvaises fièvres, il rentre en France à bord du Confederacy. Pour le remercier, le roi Louis XVI lui offre la charge de préteur royal de Strasbourg.
De 1781 à 1789, il occupe le poste de préteur royal de Strasbourg. Il favorise et encourage la culture des plantes nouvelles rapportées d'Amérique comme le tabac. Il meurt à Paris le 16 avril 1790.

## Hommages
- Son portrait en pied occupe une place d’honneur au musée de l’Indépendance à Philadelphie.
- À Masevaux, un collège et une avenue lui sont dédiés.
- Le 27 mai 1978, l’ambassadeur des États-Unis a dévoilé la plaque apposée à la maison natale, au no 22, place des Alliés[6].

### Sources et bibliographie
- Georges Livet, « Conrad Alexandre de Gérard », in Nouveau dictionnaire de biographie alsacienne, vol. 12, p. 1149
- Charles Sauter et Paul Bedel, Conrad-Alexandre Gérard, éd. Alsatia.
- Recueil général des anciennes lois françaises : depuis l'an 420 jusqu'à la Révolution de 1789, Léger, Jourdan, Decrusy, Isambert, ed. Berlin-Le-Prieur, 1826. (p. 196)
- Archives municipales et registres de délibérations du conseil municipal de Masevaux
- Histoire de Masevaux, abbaye et sanctuaires, PP Tresch, annoté par E. Martin-Tresch
- Monographie d'Édouard Gasser sur Masevaux
- Patrimoine Doller, Bulletin de la société d'histoire de la vallée de Masevaux. Textes : René Limacher, révisés par Jean-Marie Ehret.
- Yves Stravidès, « Conrad-Alexandre Gérard et les Amériques Septentrionales », dans L'Express, 26 mai 1994, [lire en ligne]
- Françoise Noël, Une famille à Remiremont, Éditeur Gérard Louis, 2005
- Christophe Luraschi, Conrad-Alexandre Gérard (1729-1790), Séguier, juin 2008  (ISBN 2840495341)